# Kara-Suu (Naryn, Rajon Toktogul)
Der Kara-Suu (kirgisisch Кара-Суу; mit der Bedeutung „schwarzes Wasser“; im Oberlauf Капка-Таш/Kapka-Tasch) ist ein linker Nebenfluss des Naryn in Kirgisistan (Zentralasien).
Der Kara-Suu bildet den Abfluss des gleichnamigen Sees Kara-Suu im äußersten Nordwesten des Ferghanagebirges. Hauptquellfluss des Kara-Suu ist der Kapka-Tasch. Der Kara-Suu fließt anfangs in westnordwestlicher Richtung. Etwa 5 km südlich des Toktogul-Stausees überwindet die Fernstraße M41 von Norden kommend einen Gebirgspass und verläuft anschließend entlang dem Flusslauf des Kara-Suu in Richtung Westsüdwest bis zur Stadt Kara-Köl. 4 km weiter westlich mündet der Kara-Suu in den vom Naryn durchflossenen Kurpsai-Stausee. Der Fluss hat eine Länge (einschließlich Quellfluss Kapka-Tasch) von 89 km. Er entwässert ein Areal von 1080 km². Der mittlere Abfluss beträgt 10,4 m³/s.